# Aoxomoxoa
Aoxomoxoa é um álbum do Grateful Dead lançado em 1969. Um dos primeiros álbuns de rock a serem gravados com tecnologia de 16 faixas, fãs e críticos consideram essa época o ápice experimental da banda. O título é um palíndromo sem sentido, geralmente pronunciado "ox-oh-mox-oh-ah".
Rolling Stone, ao revisar o álbum, mencionou que "nenhuma outra música sustenta um estilo de vida tão delicado, amoroso e realista". O álbum foi certificado pela RIAA em 13 de maio de 1997. Em 1991, a Rolling Stone selecionou Aoxomoxoa como a oitava melhor capa de álbum de todos os tempos. Foi eleito o número 674 na terceira edição do All Time Top 1000 Albums de Colin Larkin (2000).

## Antecedentes e desenvolvimento
O álbum foi uma série de estreias para a banda. É o primeiro álbum que a banda gravou inteiramente em San Francisco, sua cidade natal, ou próxima a ela (no Pacific Recording Studio, nas proximidades de San Mateo, e no similarmente chamado Pacific High Recording Studio, em San Francisco). É o único lançamento em estúdio a incluir o pianista Tom Constanten como membro oficial (ele contribuiu para o álbum anterior e tocou ao vivo com a banda de novembro de 1968 a janeiro de 1970). Foi também o primeiro a ter o letrista Robert Hunter como colaborador em tempo integral da banda, consolidando assim a parceria de composição de Jerry Garcia/Robert Hunter que perdurou pelo resto da vida da banda. Foi também a primeira vez que a banda apresentou arranjos acústicos (como em "Mountains of the Moon", "Rosemary" e "Dupree's Diamond Blues"), que se tornaram o foco dos próximos dois álbuns de estúdio.
Algumas das músicas do Aoxomoxoa foram tocadas ao vivo brevemente e depois lançadas. Somente "China Cat Sunflower" se tornou um elemento básico durante a carreira da banda, com "Dupree's Diamond Blues" um pouco menos. "St. Stephen" foi tocado até 1971, revivido em 1976 e 1977 e tocado várias vezes depois disso. Da mesma forma, "Cosmic Charlie" foi tocado algumas vezes novamente em 1976.

## Gravação
O álbum foi gravado duas vezes. A versão inicial, com o título de trabalho "Earthquake Country" (uma referência da área da baía), foi abandonada quando a Ampex fabricou e lançou a primeira máquina de gravação multicanal de 16 trilhas (número de modelo MM-1000). Oferecendo 16 faixas discretas para gravação e reprodução, dobrou o número de faixas disponíveis quando eles gravaram Anthem of the Sun, no ano anterior. Conseqüentemente, a banda passou oito meses no estúdio, sem parar, gravando o álbum, mas se acostumando - e experimentando - a nova tecnologia. Garcia comentou: "foi a nossa primeira aventura com dezesseis faixas e tendíamos a colocar muito em tudo... Muita música foi perdida no mix, muito do que realmente estava lá". O baterista Bill Kreutzmann declara: "a tecnologia de dezesseis faixas surgiu apenas depois que fizemos nossa gravação inicial usando uma faixa de oito faixas no final de 1968. Mas quando o estúdio adquiriu um dos primeiros dezesseis gravadores do mundo (o mesmo que usamos para Live/Dead), foi tomada a decisão de lançar tudo o que já havia feito e gravar tudo novamente. Do princípio. Dessa vez, pudemos nos aprofundar e experimentar coisas que nenhuma outra banda havia feito ainda. Ser capaz de utilizar o dobro de faixas basicamente dobrou as possibilidades do que poderíamos fazer com cada música. O resultado final foi denso e pesado em alguns lugares, e todo esse tempo de estúdio nos custou uma fortuna, mas estávamos experimentando na fronteira sônica, explorando a tecnologia de ponta".
De fato, as longas sessões do álbum colocariam a banda em dívida com a Warner Bros. Records — especificamente, um custo total de 180.000 dólares (1.229.782 no dólar de 2018) para Aoxomoxoa. Foi o empreendimento mais ambicioso e caro até o momento e a última vez que a banda chegou a receber notas tão altas nos estúdios. Kreutzmann comentou mais tarde: "Em algum momento de 1969, quando percebemos a dívida colossal em que nos envolvemos com a tomada decididamente indulgente de Aoxomoxoa, percebemos que precisávamos controlar nossas finanças. Éramos um grupo de trovadores altruístas, um viajante circo psicodélico".
Junto com a ajuda de músicos convidados como John "Marmaduke" Dawson e David Nelson, Lesh tocou baixo acústico pela primeira vez. Mais tarde, ele comentou: "a parte divertida disso foi tentar tocar em sintonia sem trastes para guiar meus dedos, como um violino". Ao contrário dos outros álbuns de estúdio da banda, Garcia cantou a liderança em todas as faixas.

## Título e capa
O título do álbum é um palíndromo criado pelo artista de capa Rick Griffin e pelo letrista Robert Hunter. De acordo com o Living with the Dead, livro de memórias do gerente de banda Rock Scully, o título é pronunciado "ox-oh-mox-oh-ah".
Uma lenda dos fãs considera as palavras "Grateful Dead" na frente do álbum, escritas em letras maiúsculas e grandes, como um ambigrama que também pode ser lido como "we ate the acid" (nós comemos o ácido). Kreutzmann afirma: "Aoxomoxoa... não significa nada - é apenas um palíndromo legal. Ao longo dos anos, as pessoas supuseram que você poderia ler as letras de Grateful Dead na capa como We Ate the Acid, o que, suponho, é verdade o suficiente, se você olhar para isso da maneira certa".
A obra de arte é adaptada de uma pintura que foi originalmente criada como um cartaz de concerto para a banda. A parte inferior mostra a morte, o renascimento e o ciclo da vida, com símbolos de fertilidade e imagens baseadas no Egito. O topo mostra um sol que funciona como um ovo sendo fertilizado. Ambos os lados apresentam censores estilizados.
Courtney Love afirmou estar entre os fotografados na contracapa do álbum. O pai de Love, Hank Harrison, tinha laços estreitos com a banda na época e havia trabalhado brevemente para eles de alguma forma. A alegação de Love foi corroborada por David Gans em 2011, mas outras pesquisas provaram que ela estava incorreta; a garota frequentemente identificada como Love era na verdade a filha de Bill Kreutzmann, Stacy, que tinha a mesma idade de Love na época em que a foto foi tirada. Kreutzmann afirmou: "...apesar dos rumores, essa não é uma Courtney Love de cinco anos na contracapa da foto do grupo. Essa é minha filha, Stacy". Vince Guaraldi havia se tornado amigo dos membros do Grateful Dead e, supostamente, estava sentado com eles na ocasião. Ele aparece na contracapa do álbum, tirada por Tom Weir. Ele é o cavalo.

## Recepção crítica
| Críticas profissionais        | Críticas profissionais |
| Avaliações da crítica         | Avaliações da crítica  |
| Fonte                         | Avaliação              |
| ----------------------------- | ---------------------- |
| AllMusic                      | [ 18 ]                 |
| Encyclopedia of Popular Music | [ 19 ]                 |
| The Village Voice             | A                      |

Avaliando Aoxomoxoa em 1969, Adele Novelli, da revista Rolling Stone, chamou de "o trabalho da banda mágica":
"Você consegue ouvir essa música e não vê-la diante dos seus olhos? A música é tanto a realidade de seus corpos físicos e espirituais que vê-los é a maravilha de ver música".
No The Village Voice, Robert Christgau achou o álbum "fantástico", com exceção da música "one experimental". Mais tarde, ele elogiou no jornal The New York Times:
| “ | O resultado foi único, não apenas como rock, mas também como música, com semelhanças reconhecíveis com jazz, bluegrass e indiano, mas sem soar como nenhum deles. O violão inventivo sem fim de Garcia definiu o som. Outros guitarristas confiaram em mudanças de tempo e dissonâncias surpreendentes ou em compotas saborosas para criar empolgação, mas Garcia evitou essa teatralidade. Muitas vezes, suas corridas se assemelhavam a escalas ou exercícios com os dedos. No entanto, no final, ele sempre chegava onde queria ir, era um lugar novo e você ficava feliz em acompanhá-lo. | ” |

Anos mais tarde, Fred Thomas, da AllMusic, disse que "o Grateful Dead alcançou seu verdadeiro pico de psicodelia" com o álbum, embelezando "o blues-rock exploratório e o blues-rock de seus shows ao vivo" com "coros em excesso, efeitos sonoros eletrônicos, e camadas de harmonias vocais processadas".  De acordo com Adam Bouyamourn, do The National, o "rock iconoclasto-ácido do álbum ... combinava jazz livre, improvisação e psicodelia".

## Lista de músicas
Todas as faixas escritas e compostas por Jerry Garcia e Robert Hunter, exceto onde indicado. 
| Lado 1 |                                           |         |  |
| N.º    | Título                                    | Duração |  |
| 1.     | "St. Stephen" (Garcia, Phil Lesh, Hunter) | 4:26    |  |
| 2.     | "Dupree's Diamond Blues"                  | 3:32    |  |
| 3.     | "Rosemary"                                | 1:58    |  |
| 4.     | "Doin' That Rag"                          | 4:41    |  |
| 5.     | "Mountains of the Moon"                   | 4:02    |  |

| Lado 2 |                             |         |  |
| N.º    | Título                      | Duração |  |
| 1.     | "China Cat Sunflower"       | 3:40    |  |
| 2.     | "What's Become of the Baby" | 8:12    |  |
| 3.     | "Cosmic Charlie"            | 5:29    |  |

Os lados um e dois foram combinados como faixas 1 a 8 nas reedições do CD.
| CD de faixas bônus 2001/2003 |                                                                                       |         |  |
| N.º                          | Título                                                                                | Duração |  |
| 9.                           | "Clementine Jam" (Garcia, Mickey Hart, Bill Kreutzmann, Lesh, Ron McKernan, Bob Weir) | 10:46   |  |
| 10.                          | "Nobody's Spoonful Jam" (Garcia, Hart, Kreutzmann, Lesh, McKernan, Weir)              | 10:04   |  |
| 11.                          | "The Eleven Jam" (Garcia, Hart, Kreutzmann, Lesh, McKernan, Weir)                     | 15:00   |  |
| 12.                          | "Cosmic Charlie" (Live)                                                               | 6:47    |  |

| Edição de luxo do 50º aniversário – disco dois – Avalon Ballroom, São Francisco, 24 a 26 de janeiro de 1969 |                                                                                     |         |  |
| N.º | Título                                                                              | Duração |  |
| 1. | "New Potato Caboose" (Lesh, Robert Petersen)                                        |         |  |
| 2. | "Dupree's Diamond Blues"                                                            |         |  |
| 3. | "Doin' That Rag"                                                                    |         |  |
| 4. | "Alligator>" (Lesh, McKernan, Weir)                                                 |         |  |
| 5. | "Caution (Do Not Stop on Tracks)>" (Garcia, Hart, Kreutzmann, Lesh, McKernan, Weir) |         |  |
| 6. | "Feedback>" (Garcia, Hart, Kreutzmann, Lesh, McKernan, Weir)                        |         |  |
| 7. | "And We Bid You Goodnight" (Reverendo Gary Davis)                                   |         |  |
| 8. | "Clementine >" (Lesh, Hunter)                                                       |         |  |
| 9. | "Death Don't Have No Mercy" (tradicional, organizado por Grateful Dead)             |         |  |

## Componentes

#### Grateful Dead
- Tom Constanten - teclados
- Jerry Garcia - guitarra, vocais, vocais principais
- Mickey Hart - bateria, percussão
- Bill Kreutzmann - bateria, percussão
- Phil Lesh - baixo, vocais
- Ron "Pigpen" McKernan - percussão
- Bob Weir - guitarra, vocais, co-vocal em "St. Stephen"

#### Músicos adicionais
- John "Marmaduke" Dawson
- Debbie
- Peter Grant
- Rato
- David Nelson
- Wendy

#### Equipe técnica
- Betty Cantor - engenheiro
- Dan Healy - engenheiro consultor
- Bob Matthews - engenheiro executivo
- Owsley Stanley - engenheiro de consultoria (creditado como "Owsley")
- Ron Wickersham - engenheiro consultor

#### Equipe de reedição
- James Austin - Produção
- Joe Gastwirt - masterização, consulta de produção
- Michael Wesley Johnson - produção associada, coordenação de pesquisa
- Cassidy Law - coordenação do projeto, Grateful Dead Archives
- Eileen Law - pesquisa de arquivo, Grateful Dead Archives
- David Lemieux - Produção
- Peter McQuaid - produção executiva, Grateful Dead Productions
- Jeffrey Norman - mixagem adicional em faixas bônus